# Fujieda
Fujieda (japanisch 藤枝市, -shi) ist eine Stadt in der Präfektur Shizuoka in Japan.

## Geographie
Fujieda liegt südwestlich von Shizuoka und nordöstlich von Hamamatsu.

## Geschichte
Fujieda war während der Edo-Zeit eine Poststation (宿場町 Shukuba-machi) der Tōkaidō. Der Ortsteil Tanaka mit der Burg Tanaka war eine alte Burgstadt, in der zuletzt ein Zweig der Honda residierte.
Die kreisfreie Stadt Fujieda entstand am 31. März 1954 aus der Zusammenlegung der Kreisstadt (chō) Fujieda (藤枝町) mit der Kreisstadt Aojima (青島町) und den Dörfern (mura) Hanashi (葉梨村), Inaba (稲葉村), Ōsu (大洲村) und Takasu (高洲村) aus dem Landkreis Shida.
Fujiede ist heute ein Verteilungszentrum für Tee, Shiitake-Pilze und Mandarinen. Es werden synthetische Harze und pharmazeutische Produkte hergestellt. Zu den Attraktionen gehören der Rengeiji-See und die heißen Quellen von Shida.

## Verkehr
Fujieda liegt an der Nationalstraße 1 von Tokio nach Kyōto, die zum Teil der historischen Tōkaidō-Straße folgt.
Der Bahnhof Fujieda an der Tōkaidō-Hauptlinie wird von Zügen der Bahngesellschaft JR Central bedient. Von 1913 bis 1970 verkehrte die Sun’en-Linie, eine Überlandstraßenbahn nach Omaezaki und Fukuroi.

## Söhne und Töchter der Stadt
- Taichi Aoshima (* 2001), Fußballspieler
- Makoto Hasebe (* 1984), Fußballspieler
- Yōsuke Kawai (* 1989), Fußballspieler
- Ogawa Kunio (1927–2008), Schriftsteller
- Shoma Maeda (* 2002), Fußballspieler
- Kōta Muramatsu (* 1997), Fußballspieler
- Gadō Ono (1862–1922), Kalligraf
- Shōta Suzuki (* 1996), Fußballspieler
- Daiya Tōno (* 1999), Fußballspieler
- Nobuhisa Yamada (* 1975), Fußballspieler

## Weblinks

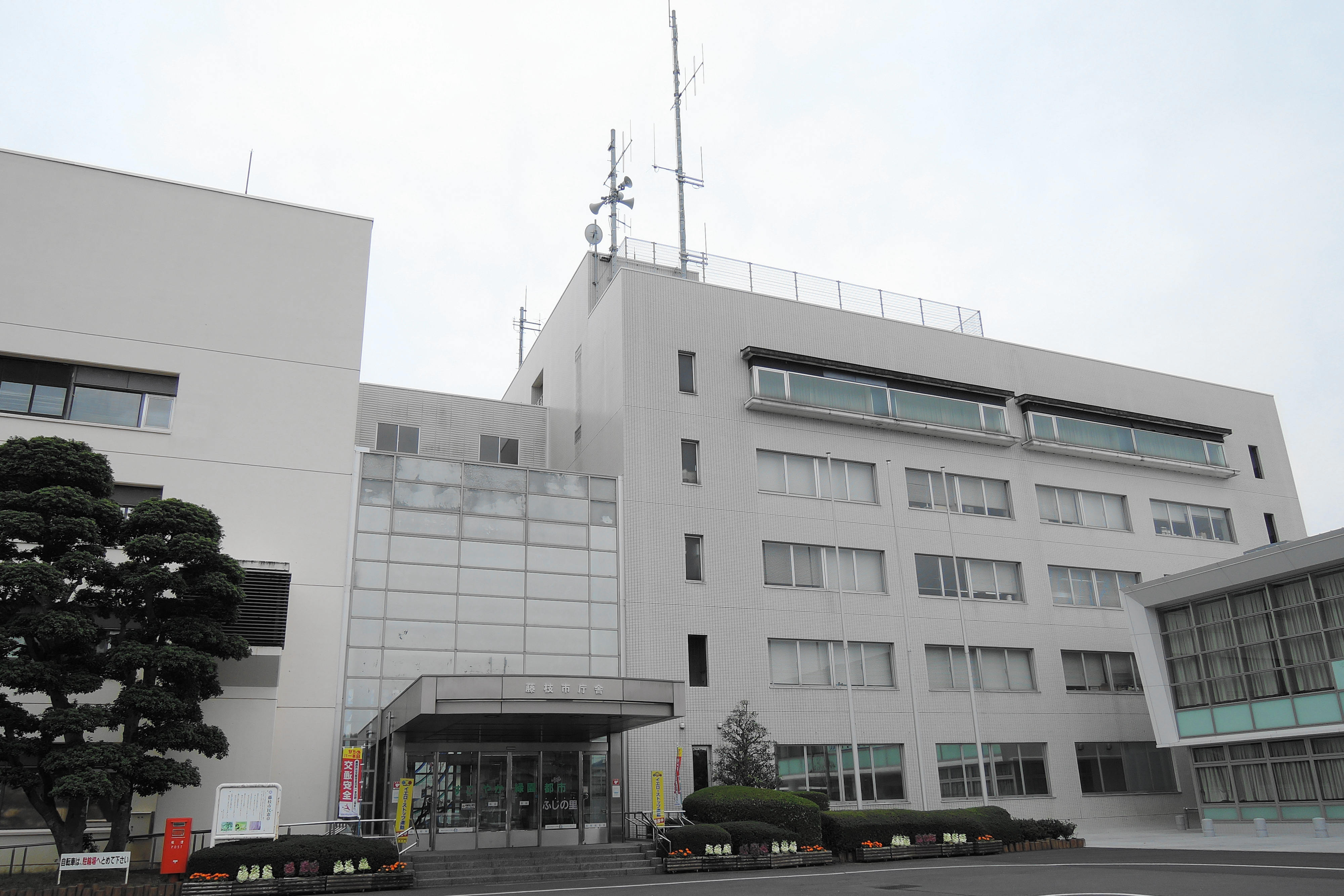
Rathaus von Fujieda, Präfektur Shizuoka, Japan

## Angrenzende Städte und Gemeinden
- Shizuoka
- Yaizu
- Shimada

## Belege
1. ↑  Fujieda auf britannica.com.
2. ↑  Fujieda City | [Shizuoka Prefecture Official] Fujinokuni Food Capital Information Center. Abgerufen am 17. März 2024 (englisch).